# Bryant (Indiana)
Bryant é uma cidade  localizada no estado americano de Indiana, no Condado de Jay.

## Demografia
Segundo o censo americano de 2000, a sua população era de 272 habitantes. 
Em 2006, foi estimada uma população de 262, um decréscimo de 10 (-3.7%).

## Geografia
De acordo com o United States Census Bureau tem uma área de 
0,8 km², dos quais 0,8 km² cobertos por terra e 0,0 km² cobertos por água.

## Localidades na vizinhança
O diagrama seguinte representa as localidades num raio de 20 km ao redor de Bryant. 